# Wicekrólowie Neapolu
Lista Wicekrólów Neapolu

## Rządy francuskie, 1500–1504

### Władca zwierzchni:1501–1504Ludwik XII, król Francji
- wicekról Louis d’Armagnac, książę Nemours 1501-1503
- wicekról Louis II, markiz de Saluzzo 1503-1504

## Rządy hiszpańskie, 1516–1707

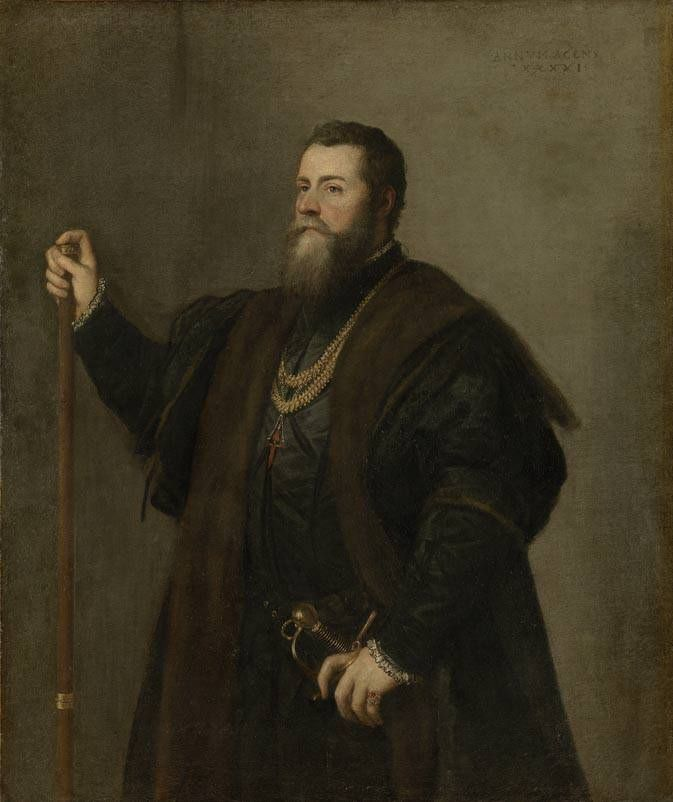
Pedro Álvarez de Toledo, markiz Villafranca del Bierzo

### Władca zwierzchni:1504–1516Ferdynand III (Ferdynand II Aragoński)
- wicekról Joan Ramon Folc IV de Cardona, el Gran Capità, (1503-1507)
- wicekról Juan de Aragón,   (1507-1509)
- wicekról Antonio de Guevara, hrabia of Potenza,  (1509-1509)
- wicekról Ramón de Cardona, hrabia Albento (1509-1522)

### Władca zwierzchni:1516–1554Karol IV (Karol V Habsburg)
- wicekról Charles de Lannoy (1522-1523) (1 raz)
- lejtnant generalny Andrea Carafa, hrabia Santa Severina (1523-1526)
- wicekról Charles de Lannoy (1526-1527) (2 raz)
- wicekról Hugo de Moncada (1527-1528)
- wicekról Philibert de Châlon (1528-1530)
- wicekról Pompeo Colonna, kadrynał (1530-1532)
- wicekról Pedro Álvarez de Toledo, markiz Villafranca del Bierzo (1532-1553)
- lejtnant-generalny: Luis de Toledo (II-V 1553)
- wicekról Pedro Pacheco Ladrón de Guevara, biskup Jaén (1553-1556)
- lejtnant generalny Bernardino de Mendoza (1555)

### Władca zwierzchni:1554–1598Filip II Habsburg
- wicekról Fernando Álvarez de Toledo, książę Alba (1556-1558)
- wicekról Juan Manrique de Lara, (VI-X 1558)
- wicekról Pedro Afán de Ribera, książę Alcalá (1559-1571)
- wicekról Antoine Perrenot de Granvelle, kardynał (1571-1575)
- wicekról Íñigo López de Hurtado de Mendoza, markiz Mondéjar (1575-1579)
- wicekról Juan de Zúñiga y Requesens, książę Pietraperzia (1579-1582)
- wicekról Pedro Téllez-Girón y de la Cueva, książę Osuna (1582-1586)
- wicekról Juan de Zúñiga y Avellaneda, książę Miranda del Castañar (1586-1595)
- wicekról Enrique de Guzmán, Count of Olivares (1595-1598)

### Władca zwierzchni:1598–1621Filip II, takżeFilip II Habsburg, król Hiszpanii
- wicekról Fernando Ruiz de Castro, hrabia Lemos (1599-1601)
- pułkownik generalny Francisco de Castro (1601-1603)
- wicekról Juan Alonso Pimentel de Herrera, hrabia Benavente (1603-1610)
- wicekról Pedro Fernández de Castro, hrabia Lemos (1610-1616)
- wicekról Pedro Téllez-Girón, książę Osuna (1616-1620)
- płk gen Gaspar de Borja y Velasco, kardynał (VI-XII 1620)
- płk gen Antonio Zapata y Cisneros, kardynał (1620-1622)

### Władca zwierzchni:1621–1665Filip  III (Filip III Habsburg, król Hiszpanii)
- wicekról Antonio Álvarez de Toledo y Beaumont de Navarra (1622-1629)
- wicekról Fernando Afán de Ribera y Enríquez (1629-1631)
- wicekról Manuel de Acevedo y Zúñiga (1631-1637)
- wicekról Ramiro Núñez de Guzmán (1637-1644)
- wicekról Juan Alfonso Enríquez de Cabrera (1644-1646)
- wicekról Rodrigo Ponce de León (1646-1648)
- wicekról Juan José de Austria (I-III 1648)
- wicekról Íñigo Vélez de Guevara, 8. hrabia Oñate (1648-1653)
- wicekról García de Haro-Sotomayor y Guzmán (1654-1659)
- wicekról Gaspar de Bracamonte y Guzmán(1659-1664)
- wicekról Pascual de Aragón-Córdoba-Cardona y Fernández de Córdoba (1664-1666)

### Władca zwierzchni:1665–1700Karol V – (Karol II Habsburg, król Hiszpanii)
- wicekról Pedro Antonio de Aragón (1666-1671)
- płk gen Fadrique de Toledo y Osorio, markiz Villafranca del Bierzo (1671-1672)
- wicekról Antonio Álvarez Osorio, markiz Astorga (1672-1675)
- wicekról Fernando Fajardo y Álvarez de Toledo, markiz Los Vélez (1675-1683)
- wicekról Gaspar Méndez de Haro, markiz Carpio (1683-1687)
- wicekról Francisco de Benavides, hrabia Santisteban (1687-1696)
- wicekról Luis Francisco de la Cerda, 9. książę Medinaceli (1696-1702)

### Władca zwierzchni:1700–1713Philip IV –Filip V Burbon, król Hiszpanii)
- wicekról Juan Manuel Fernández Pacheco Cabrera, książę Escalona (1702-1707).

Pokój w Rastatt (1714) przyznał Neapol Austrii.

## Rządy austriackie, 1714–1734

### Władca zwierzchni:1714–1734Karol VI – cesarzKarol VI Habsburg
- wicekról Georg Adam von Martinitz,   (VII-X 1707)
- wicekról Philipp Wirich von Daun,  (1707-1708)  (1 raz)
- wicekról Vincenzo Grimani, kardynał (1708-1710)
- wicekról Carlo Borromeo Arese, hrabia Arona (1710-1713)
- wicekról Philipp Wirich von Daun,  (1713-1719)  (2 raz)
- wicekról Johann Wenzel von Gallas,hrabia (VII 1719)
- wicekról Wolfgang Hannibal von Schrattenbach, hrabia (1719-1721)
- wicekról Marcantonio Borghese, książę Sulmona (1721-1722)
- wicekról Michael Friedrich Althan, kardynał (1722-1728)
- wicekról Joaquín Fernández de Portocarrero, markiz Almahara (VII-XII 1728)
- wicekról Aloys Thomas Raimund von Harrach (1728-1733)
- wicekról Giulio Borromeo Visconti, hrabia Pieve di Brebbia (1733-1734)